# Eupatorium capillifolium
Eupatorium capillifolium là một loài thực vật có hoa trong họ Cúc. Loài này được (Lam.) Small ex Porter & Britton mô tả khoa học đầu tiên năm 1894.